# Reprezentacja Polski w fistballu mężczyzn
Reprezentacja Polski w fistballu – zespół fistballu, reprezentujący Rzeczpospolitą Polską w meczach i sportowych imprezach międzynarodowych, powoływany przez selekcjonera, w którym mogą występować wyłącznie zawodnicy posiadający obywatelstwo polskie. Za jego funkcjonowanie odpowiedzialny jest Polskie Stowarzyszenie Fistballu.Prezesem i trenerem  klubu jest były reprezentant Polski w siatkówce- Robert Szczerbaniuk .

## Historia
W 2016 r. powołano reprezentację Polski w fistballu mężczyzn, którą zaproszono na turniej Mistrzostw Europy, organizowanych przez Międzynarodową Federację Fistballu (IFA) w austriackim Grieskirchen. To wydarzenie stało się impulsem do utworzenia w 2017 r. Polskiego Stowarzyszenia Fistballu. W 2018 roku męska reprezentacja Polski w fistballu po raz drugi wzięła udział w Mistrzostwach Europy, w 2022 nie przystąpiła do Mistrzostw Europy, a w 2024 po raz trzeci zameldowała się na Mistrzostwach Europy. W 2019 reprezentacja debiutowała na Mistrzostwach Świata, zajmując przedostatnie czwarte miejsce w grupie C, a w 2023 nie zakwalifikowała się w turnieju eliminacyjnym do Mistrzostw Świata.

## Selekcjonerzy
| Imię i nazwisko     | Okres pracy |
| ------------------- | ----------- |
| Karl Rick           | 2016–2020   |
| Robert Szczerbaniuk | 2021-       |

## Rozgrywki międzynarodowe

### Mistrzostwa świata
| Mistrzostwa świata | Mistrzostwa świata      | Mistrzostwa świata      | Mistrzostwa świata      | Mistrzostwa świata      | Mistrzostwa świata |
| Gospodarz – Rok    | Wynik                   | M                       | Sety                    | Pkt                     | Selekcjonerzy      |
| ------------------ | ----------------------- | ----------------------- | ----------------------- | ----------------------- | ------------------ |
| Szwajcaria – 2019  | 14. miejsce             | 10                      | 19:15                   | 10                      | Karl Rick          |
| Niemcy – 2023      | Nie zakwalifikowała się | Nie zakwalifikowała się | Nie zakwalifikowała się | Nie zakwalifikowała się |                    |
| Niemcy - 2027      |                         |                         |                         |                         |                    |
| Razem              | 1 z 16 turniejów        | 10                      | 19:15                   | 10                      |                    |

### Mistrzostwa Europy
| Mistrzostwa Europy | Mistrzostwa Europy      | Mistrzostwa Europy      | Mistrzostwa Europy      | Mistrzostwa Europy      | Mistrzostwa Europy  |
| Gospodarz – Rok    | Wynik                   | M                       | Sety                    | Pkt                     | Selekcjonerzy       |
| ------------------ | ----------------------- | ----------------------- | ----------------------- | ----------------------- | ------------------- |
| Austria – 2016     | 7. miejsce              | 6                       | 5:13                    | 2                       | Karl Rick           |
| Niemcy – 2018      | 6. miejsce              | 5                       | 13:10                   | 12                      | Karl Rick           |
| Włochy – 2022      | Nie zakwalifikowała się | Nie zakwalifikowała się | Nie zakwalifikowała się | Nie zakwalifikowała się |                     |
| Szwajcaria – 2024  | 9. miejsce              | 8                       | 5:16                    | 4                       | Robert Szczerbaniul |
| Dania - 2026       |                         |                         |                         |                         |                     |
| Razem              | 3 z 23 turniejów        | 19                      | 23:39                   | 18                      |                     |

### World Games
- udział w turnieju fistballu w World Games: 2022